# محمد حسين الجبوري
محمد حسين عوض الجبوري كان عضو بالحزب السياسي في مجلس الحوار الوطني العراقي وهو كتلة سنية معتدلة. كان ممثلًا لهذه الكتلة في الجمعية الوطنية العراقية. قُتل الجبوري في 12 أبريل 2007 في المنطقة الخضراء بمقصف مركز المؤتمرات بمبنى البرلمان في بغداد بالعراق في تفجير البرلمان العراقي لعام 2007.